# Une femme battante
Albums de Miss Dominique
Si je n'étais pas moi
Singles
Une femme battante est le premier album enregistré par la chanteuse française Miss Dominique (Dominique Michalon) pour le label Sony BMG.

## Enregistrement et ventes
Le disque a été produit par Philippe Swan. Sorti en 2006, il s'est vendu à plus de 130 000 exemplaires et a été certifié disque d'or par le SNEP,.

## Titres de l'album
1. Doudou (Dominique Michalon)
2. Calling You (Bob Telson)
3. It's a Man's Man's Man's World (James Brown, Betty Jean Newsome
4. Les Moulins de mon cœur (Michel Legrand, Eddy Marnay)
5. Halleluya (I Love Her So) (Ray Charles)
6. Le Cinéma (Michel Legrand, Claude Nougaro)
7. Puisque tu me vois d'en haut (Dominique Michalon)
8. Ain't No Mountain High Enough (Nickolas Ashford, Valerie Simpson)
9. Quand tu seras prêt (Dominique Michalon)
10. Je sais pas (Jean-Jacques Goldman, J. Kapler)
11. J'attendrai (Reach Out I'll Be There) (Lamont Dozier, Brian Holland, Edward Holland, Jr.)
12. Une femme battante (Dominique Michalon)
13. Mac Arthur Park (Jimmy Webb)